# Малий Ер'явець
45°34′ пн. ш. 15°29′ сх. д. / 45.57° пн. ш. 15.48° сх. д.
Малий Ер'явець (хорв. Mali Erjavec) — населений пункт у Хорватії, у Карловацькій жупанії у складі міста Озаль.

## Населення
Населення за даними перепису 2011 року становило 154 осіб.
Динаміка чисельності населення поселення: